# ハリー・ポッターと呪いの子
『ハリー・ポッターと呪いの子』（ハリー・ポッターとのろいのこ、原題: Harry Potter and the Cursed Child）は、J・K・ローリング、ジョン・ティファニー、ジャック・ソーンによる原作をもとにソーンが脚本を書いた、2016年のイギリスの二部作劇である。プレビューは、2016年6月7日にロンドンのパレス・シアターで始まり、2016年7月30日に初演された。
物語は、2007年に出版された小説『ハリー・ポッターと死の秘宝』の出来事から19年後に始まり、魔法省の魔法法執行部の部長となったハリー・ポッターと、ホグワーツ魔法魔術学校への入学を控えた次男のアルバス・セブルス・ポッターを描いている。この劇は、「ハリー・ポッター」シリーズの8番目の物語として販売されている。

## 概要
2016年7月30日に、ロンドンでワールド・プレミアが行なわれた。前作『死の秘宝』で描かれたエピローグである「19年後」（2017年）から、ハリーの次男であるアルバスが4年生になる（2020年から2021年）までが描かれる。「逆転時計を使った過去の改変」がおもなテーマで、英雄の息子であるプレッシャーに苦悩するアルバス、子供との向き合い方に悩むハリー、そしてアルバスと唯一無二の親友となるドラコの息子のスコーピウスによる、時空と並行世界を股にかけた冒険が描かれる。小説7作に登場する主要登場人物が年齢を重ねた姿で登場するほか、「ホグワーツの戦い」までに死んだキャラクターも、タイムスリップした際や、改変が行われたあとの世界などでふたたび姿を現す。
イギリスでもっとも権威があるとされるローレンス・オリヴィエ賞では最優秀主演男優賞（ジェイミー・パーカー）、助演男優賞（アンソニー・ボイル）、助演女優賞（ノーマ・ドゥメズウェニ）、監督賞（ジョン・ティファニー）、新演劇賞、ラインティング・デザイン賞、コスチューム・デザイン賞、サウンド・デザイン賞、セット・デザイン賞の9部門に選ばれ、11部門ノミネートとともにオリヴィエ賞最多受賞、ノミネート作品となった。
トニー賞では、演劇作品賞、演劇演出賞、演劇装置デザイン賞、演劇衣装デザイン賞、演劇照明デザイン賞、演劇音響デザイン賞の6部門で受賞した。
舞台劇の脚本は『ハリー・ポッター』シリーズの第8巻として書籍化され、2016年7月31日に発売されている。日本語版は「特別リハーサル版」として2016年11月11日に静山社から出版された。最終的な脚本は当初の版と入れ替わるかたちで2017年7月25日に発売され、日本語版は「愛蔵版」として同年12月1日に発売された。

## ストーリー

### 第1部

#### 第1幕
物語は、闇の帝王ヴォルデモートが滅びてから19年後（第7巻『死の秘宝』終章）、ハリー・ポッターたちがホグワーツ魔法魔術学校に入学する子供たちをキングス・クロス駅へ送るシーンから始まる。ハリーの次男アルバス・セブルス・ポッターは兄のジェームズ・シリウス・ポッターに「スリザリンに組分けされるんじゃないか」とからかわれていることもあり、本当に組分けされたらどうしようという不安に駆られていた。一方、ドラコ・マルフォイの息子スコーピウス・マルフォイも、本当はヴォルデモートの息子なのではないかと周りに噂され悩んでいた。
ドラコは闇の魔法により子供を作ることができない呪いがかけられており、それでも強力な子孫を望んだドラコと祖父のルシウスが、母であるアステリアを逆転時計で過去へ送り込み、ヴォルデモートの子供を妊娠したという噂が立っていたからだった。そして入学式の組分けで、アルバスはスリザリンに組分けされる。その後も飛行訓練で自分だけうまく行かなかったりと、劣等感に苛まれるなか、母を病気で亡くし失意に暮れていたスコーピウスと互いに惹かれあっていく。
3年後、神秘部の戦い（第5巻『不死鳥の騎士団』）ですべて破壊されたはずの逆転時計がセオドール・ノットから押収される。それを聞きつけたエイモス・ディゴリーがハリーの家を訪れ、三大魔法学校対抗試合（第4巻『炎のゴブレット』）でヴォルデモート復活の陰謀によって殺された息子セドリックを逆転時計で過去を変えて蘇らせてくれと頼むも、ハリーはそれを断る。しかし、帰省中のアルバスはそのやりとりを聞き、「セドリックがハリーのせいで殺された」のではないかと考えるようになり、より父親への反発心を強めていく。
ヴォルデモートがいない世界でなぜかハリーの額の傷が痛み出すなか、アルバスはスコーピウスとともにホグワーツに向かって走るホグワーツ特急から脱走し、エイモスを説得して逆転時計を使ってセドリックを蘇らせる計画に同意させる。そして、エイモスの姪のデルフィーニ・ディゴリーとともにポリジュース薬でハリー、ロン、ハーマイオニーの姿になって魔法省に潜入し、逆転時計を盗み出すことに成功する。

#### 第2幕
アルバスとスコーピウスの脱走の知らせをミネルバ・マクゴナガル校長から聞いたハリーたちは、禁じられた森でケンタウルスのベインから「アルバスの周りに黒い雲が漂っている」ということを伝えられる。一方アルバスは、デルフィーニから武装解除術を習得するなどして、着々と準備を整えていた。
そして逆転時計を起動させ、三大魔法学校対抗試合開催中のホグワーツまで時間を巻き戻す。そしてダームストラング専門学校の生徒に姿を変え、ドラゴンの卵を奪う課題に挑戦中のセドリックから武装解除術で杖を奪い取る。だが、スコーピウスがハーマイオニーを娘のローズ・グレンジャー＝ウィーズリーと勘違いして話しかけたことで、時間軸が変化する。ダームストラングの生徒（アルバスとスコーピウス）がセドリックを妨害したと考えたハーマイオニーは、ダンスパーティーでビクトール・クラムの誘いを断る。結果的に、ロンはハーマイオニーへの恋心に気づくことなく、ふたりは結婚しなくなり、ロンは代わりにパドマ・パチルと結婚する。また、ハーマイオニーは魔法省に就職せず、ホグワーツで闇の魔術に対する防衛術の教師として教鞭をとっていた。さらに、アルバスはグリフィンドールの一員となっていた。しかし、父との確執は解消されておらず、セドリックも復活していなかった。「アルバスの周りに漂う黒い雲」がスコーピウスのことだと考えたハリーは、マクゴナガルに忍びの地図を渡し、ふたりの位置を監視させて引き離そうとし、もし拒否したら魔法省の権限を用いて学校に入り込むとまで脅す。そんなハリーに対し、ドラコは「黒い雲」はアルバスの孤独のことではないかと指摘する。
セドリックが復活していなかったことを知ったアルバスたちは、ふたたび時間を巻き戻す。嘆きのマートルから湖への抜け道の水路を教えてもらったアルバスらは鰓昆布で水中でも息ができるようにしたうえで、湖の底から大切な人を救い出す課題に挑戦中のセドリックの体を肥らせ魔法で膨らませ、湖の上まで浮上させる。だがもとの時代に戻ると、アルバスの姿が消えており、校長がドローレス・アンブリッジになっていた。

### 第2部

#### 第3幕
三大魔法学校対抗試合の最中に肥らせ魔法で妨害され、嘲笑の的にされたセドリックは、その怒りのあまり死喰い人になる。そしてホグワーツの戦いで、セドリックはネビル・ロングボトムを殺害する。結果的にネビルが組分け帽子の中からグリフィンドールの剣を取り出してナギニを殺すことがなくなり、戦いはヴォルデモートの勝利、ハリーは死亡、魔法界はヴォルデモートの支配する暗黒時代となっていた。そして、スコーピウスは魔法法執行部部長である英雄ドラコの息子として「スコーピオン・キング」と呼ばれ「穢れた血」を弾圧するなどして、校内で支配的な地位を築いていた。人が変わったようにハリーのことについて詮索しようとするスコーピウスに、アンブリッジは将来的にヴォルデモートの片腕になることが期待されているのだから、行動に気をつけるようにと忠告する。
もとの世界のほうが良かったと後悔したスコーピウスは、この時間軸では死んでおらず、魔法薬学を教えていたセブルス・スネイプに、今までのいきさつを話す。最初は信じていなかったスネイプも、スコーピウスがスネイプに対して、本当はアルバス・ダンブルドアに協力していたこと、ハリーの母リリーを愛していたこと、本来の世界ではハリーがスネイプを「世界一勇敢な男」と讃え、息子にセブルスの名前を付けたことを伝えていくにつれて話を信じるようになり、暴れ柳の下の隠れ家にスコーピウスを連れていく。そこには、ロンとハーマイオニーがいた。ふたりはスネイプと協力して、ヴォルデモートを打倒するための方法を模索していたのである。
4人はまず三大魔法学校対抗試合に戻り、ハーマイオニーが武装解除術に対する反対呪文でドラゴンの課題に挑んでいるセドリックへの妨害を阻止する。しかし、もとの時間軸に戻った直後にアンブリッジや吸魂鬼による急襲を受け、スネイプ、ロン、ハーマイオニーはスコーピウスをかばって死ぬ。スコーピウスはふたたび時間を巻き戻し、湖の中での肥らせ魔法を阻止することに成功する。こうして歴史は修正され世界は元どおりになり、アルバスも復活する。その後、2人は校長室でマクゴナガルにこってり絞られ、逆転時計を持ってくるよう命令されるも、湖で失くしたことを話す。この事件を通じて、アルバスは父にも怖いものがあったということ、父との不和の原因が自身がスリザリン生だからだけではないこと、スコーピウスは歴史には触れてはいけないということを身をもって知る。そしてスコーピウスはアルバスと相談し、隠し持っていた逆転時計をみずからの手で破壊することにする。そして、ふくろう小屋でデルフィーニを交えて、今まで起こったことを話す。するとデルフィーニは態度を豹変させ、逆転時計を奪い取り、スコーピウスとアルバスを縛り上げて、杖を折って連れ去る。そのころ、ハリーたちはまたスコーピウスとアルバスが行方不明になったと知らせを聞く。するとロンは、スコーピウスとアルバスがデルフィーニと会っていたことを伝える。まだ何かするかもしれないと考えたハリーたちはエイモスのいる老人ホームに向かうが、ホームの全員が錯乱の魔法をかけられており、エイモスはふたりとは会っていない、そもそも姪などいないと言う。
そのころ、3人はかつて第3の課題が行われた迷路にいた。第3の課題でふたたびセドリックを辱め、死喰い人にする算段であるとのことである。そこへ、何も知らないクレイグ・バウカーJr.がやって来て、ふたりを探していることを伝えるが、デルフィーニに殺される。ふたたび三大魔法学校対抗試合に戻ったアルバスとスコーピウスは、デルフィーニがセドリックを妨害しに向かった隙に逃げ出そうとするものの、あっさりと彼女に捕まる。デルフィーニは協力を拒否するふたりを殺そうとするが、セドリックに武装解除され、縛られていたふたりも解かれる。デルフィーニはふたたび逆転時計を起動させて、二人もろともどこか別の時代に移動。そして、逆転時計を破壊して去る。
一方、ハリーたちはデルフィーニの部屋を捜索するうちに、蛇語で書かれたメモを発見する。ハリーが「開け」と蛇語で呼びかけると、壁一面に予言が現れる。そこには「よけい者がよけい物でなくなり、時間が逆戻りし、見えない子どもたちがその父親を殺す時、闇の帝王が戻るであろう」とあり、さらにデルフィーニがヴォルデモートの娘であることも判明する。

#### 第4幕
ハリーたちは魔法省で緊急会議を招集し、アルバスとスコーピウスが経験したこと、そのふたりが行方不明になっていること、デルフィーニが自分の父のヴォルデモートを復活させようとしていることなどを伝える。
一方、アルバスとスコーピウスは駅に着き、職員から時刻表を受け取る。そこには「1981年10月30日」、すなわちハリーの両親が殺害された前の日の日付が記されていた。デルフィーニは、ヴォルデモートがハリーを殺害するのに加勢するつもりなのだ。ふたりはゴドリックの谷に向かい、なんとか現代のハリーに知らせる方法はないか思案する。そしてアルバスは、赤ん坊のハリーが包まれていたブランケットに細工をすることを思いつく。というのも、そのブランケットは以前、新学期祝いでハリーが自身に与えたものだったが、直後に口論になり、その拍子でロンにもらった愛の妙薬にかかり、一部が焼け焦げたのである。愛の妙薬には、それと混ぜると焼け焦げる性質の物質があるといい、ハリーは両親の命日にそれを触っていたという。もし焼け焦げたときに現れるメッセージを残し、それにハリーが気付けば助けに来るかもしれないと考えたふたりは、近くに住むバチルダ・バグショットの家から杖と材料を持ち出し、ブランケットに細工をする。
そのころ、魔法省ではハリーのもとにドラコがやって来て、家に所蔵してあったもうひとつの逆転時計を渡す。それはスコーピウスが持っていた5分間しか戻れない試作品ではなく、本物だった。そして、アステリアが逆転時計で過去に戻って宿したヴォルデモートの子がスコーピウスだという噂も虚偽であり、無理をして彼を産み体調を崩したため、3人で隠れ住むことになった結果、その噂が立ったのだという。その夜、ハリーとその妻ジニーはアルバスの部屋で自分自身を責め続けていた。そして、ハリーがふとブランケットを手に取ってみると、焼け焦げた部分に文字が書いてあり、1981年10月31日のゴドリックの谷から息子が助けを求めていることを知る。
ハリー、ロン、ハーマイオニー、ジニー、ドラコはゴドリックの谷に急いで向かい、逆転時計を起動させて1981年10月31日に戻り、ついにアルバスとスコーピウスを見つける。そして、聖ジェローム教会でデルフィーニをおびき寄せるための作戦を立てる。蛇語を使えるハリーがヴォルデモートに化けて、デルフィーニを教会におびき寄せ、取り押さえる作戦である。
ヴォルデモートに化けたハリーのもとにデルフィーニが駆け寄り、自分が未来から来たヴォルデモートとベラトリックス・レストレンジの子供であること、ホグワーツの戦いの前にマルフォイの館で生まれたこと、蛇語で話せることなどを話す。そして教会に入った次の瞬間、デルフィーニは封印の呪文をかけて教会のすべてのドアが開かないようにし、ハリーに攻撃を仕掛ける。ついに変身魔法が解けたのである。デルフィーニはハリーの動きを読んでおり、ハリーは窮地に追いやられる。そこへ床の格子戸からアルバスが入り込み、ドアの封印を解除する。現れたハーマイオニーやロン、ドラコたちと激戦を繰り広げるも、多勢に無勢で、とうとう取り押さえられ、デルフィーニはアズカバンに収容されることになる。
その直後、本物のヴォルデモートがハリーの家に現れる。自分の両親が殺されるのを止めることができないと嘆くハリーに対し、一行はあえて歴史に触れず、その様子を最後まで見守ることにする。
その後、美しい丘でハリーはアルバスに今までの仕打ちを謝り、父を知らない自分が父であることの恐怖、父として努力するという決意を語る。そして、アルバスに自分の名を恥じることはないと勇気づける。

## 公演
| 公演                           | 場所                             | 初試演                                           | オープニング・ナイト  | クロージング・ナイト |
| ------------------------------ | -------------------------------- | ------------------------------------------------ | --------------------- | -------------------- |
| ウェスト・エンド（ロンドン）   | パレス・シアター                 | 2016年6月7日（第1部）、2016年6月9日（第2部）     | 2016年7月30日         | 現在上演中           |
| ブロードウェイ（ニューヨーク） | リリック・シアター               | 2018年3月16日（第1部）、2018年3月17日（第2部）   | 2018年4月22日         | 現在上演中           |
| メルボルン                     | プリンセス・シアター             | 2019年1月18日（第1部）、2019年1月19日（第2部）   | 2019年2月23日         | 2023年7月9日         |
| サンフランシスコ               | カラン・シアター                 | 2019年10月23日（第1部）、2019年10月24日（第2部） | 2019年12月1日         | 2022年9月11日        |
| ハンブルク                     | メア!テアター                    | 2020年2月7日（第1部）、2020年2月8日（第2部）     | 2021年12月5日         | 現在上演中           |
| トロント                       | エド・マービッシュ・シアター     | 2022年5月31日                                    | 2022年6月19日         | 2023年7月2日         |
| 東京                           | TBS赤坂ACTシアター               | 2022年6月16日                                    | 2022年7月8日          | 現在上演中           |
| 北米ツアー                     | ネダーランダー・シアターから開始 | 2024年9月10日（予定）                            | 2024年9月26日（予定） | 上演開始前           |

二部作の演劇『ハリー・ポッターと呪いの子』は、ローリング、ティファニー、ソーンによる原作にもとづき、イギリスの劇作家ジャック・ソーンが執筆した。一部ウェブサイトでは3人全員が脚本の執筆者として記載されていたが、2016年7月26日までに劇の公式サイトやほかの多くのサイトでは、ソーンがただひとりの脚本家として記載された。
この劇はティファニーが監督し、振り付けをスティーヴン・ホゲット、セットデザインをクリスティーン・ジョーンズ、衣装デザインをカタリーナ・リンゼイ、照明デザインをニール・オースティン、音楽をイモージェン・ヒープ、音響デザインをギャレス・フライが手掛けた。加えて、特殊効果をジェレミー・チャーニック、イリュージョンをジェイミー・ハリソン、音楽監修をマーティン・ロウが担当した。
製作者とローリングは観客に大きなツイストを明かさないように依頼する「#KeepTheSecrets」と呼ばれるキャンペーンを継続している。このスローガンは劇のチケットに印刷され、幕間にスローガンの記されたバッジが無料配布される。オンラインでチケットを購入した人には、劇のあとでローリングよりキャンペーンの支援を求めるビデオがメールで送られる。

### ウェスト・エンド
ウェスト・エンドのパレス・シアターにおける試演は2016年6月7日、両部の正式なオープニング・ナイトは7月30日で、当初は2016年9月18日までの予約で開始された。チケットは事前登録された優先予約者に対して2015年10月28日に販売され、一般販売は10月30日の開始が予定された。8時間弱の優先予約でワールド・プレミア公演のチケット17万5000枚が売れ、劇の予約期間は2017年1月まで延長された。一般販売の開始とともに予約は2017年4月30日まで延長され、同日より2017年5月27日までさらに延長となった。
チケットの転売代理店が3,000ポンドまでの座席を販売していたが、初演のチケットは両部に30ポンドから130ポンドまでの値段がつけられた。チケットの転売は製作者によって禁じられ、売られた場合チケットは無効となる。2016年7月中旬、劇場は毎週金曜日午後1時、劇場における「最高座席の一部」であるウェブサイト販売用の40枚を、1部20ポンドと宣伝された最低価格で発売するチケット抽選会の開催を始めた。たとえば、2016年7月29日に販売された「Friday Forty」チケットは8月の3、5、6、7日公演のものであった。
2015年12月20日、ハリー・ポッター役にジェイミー・パーカー、ハーマイオニー・グレンジャー役にノーマ・ドゥメズウェニ、ロン・ウィーズリー役にポール・ソーンリーという最初の配役が発表された 。ハーマイオニー役に黒い肌のドゥメズウェニが配役されたことで熱烈な議論が交わされ、ローリングは「ハーマイオニーの肌が白いと明記したことはない」と返答している。さらに特筆すべき配役はジニー・ポッター役のポピー・ミラー、ドラコ・マルフォイ役のアレックス・プライス、アルバス・セブルス・ポッター役のサム・クレメット、スコーピウス・マルフォイ役のアンソニー・ボイルなど。この公演は総勢42人が出演する。

### ブロードウェイ

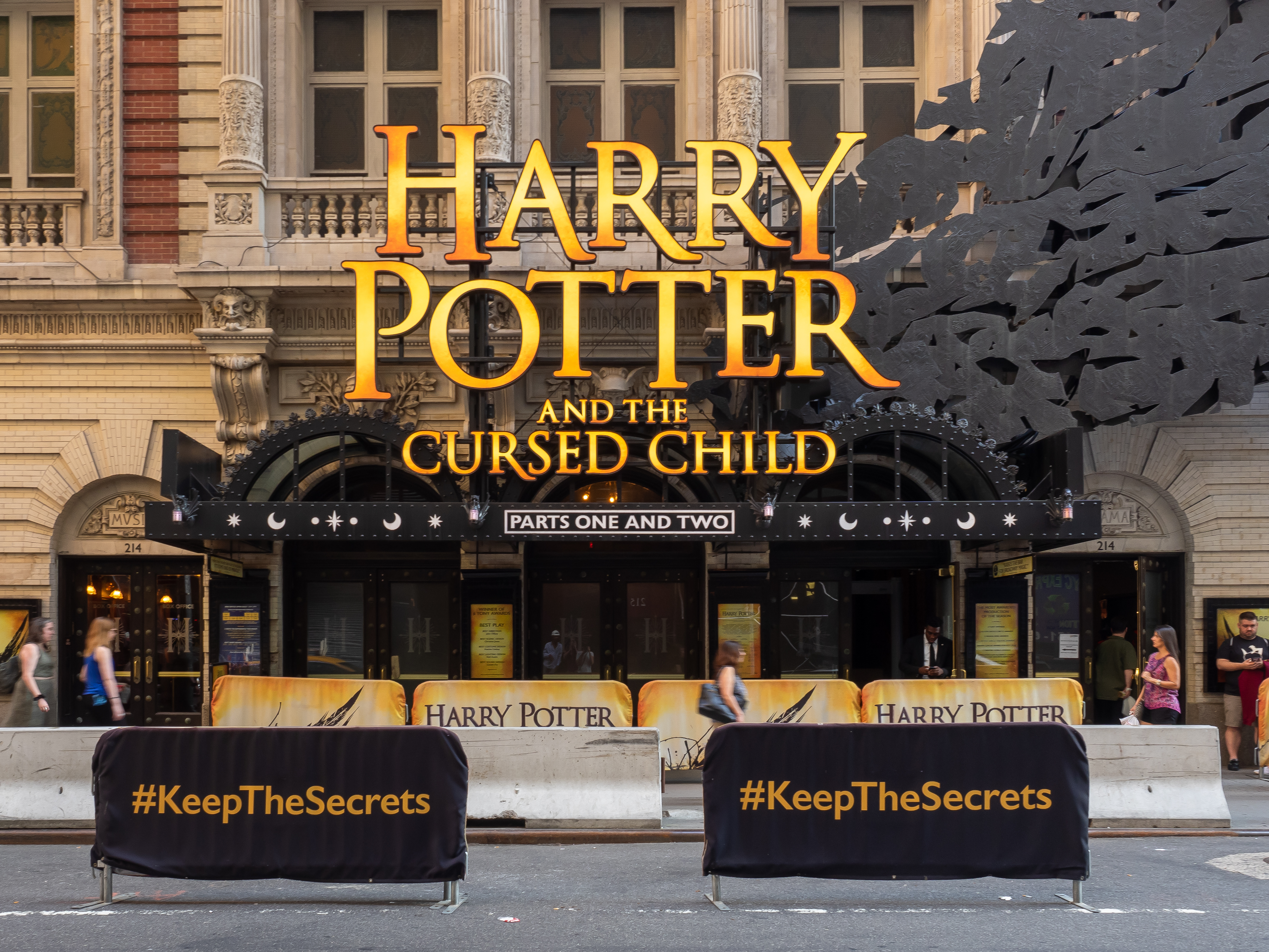
ニューヨークのリリック・シアター（2019年7月）

この公演は2018年3月16日に試演が始まり、4月22日にリリック・シアターで正式な開幕となった。クレメット、ボイル、ドゥメズウェニ、ミラー、パーカー、プライス、ソーンリーはウェスト・エンドより役を再演した。劇場は観客席より400席を撤去し、43丁目の入口に移動させた。2018年3月16日から11月18日までの公演用のチケットが最初、2017年10月18日に発売された。『ニューヨーク・タイムズ』は、開催費用に6800万ドルがかかっており、ミュージカルではないブロードウェイ演劇のなかでもっとも高額だと推定している。2020年3月12日現在、新型コロナウイルス感染症の世界的流行のために公演を中断している。公演は早くとも2021年1月3日まで中断される。

### メルボルン

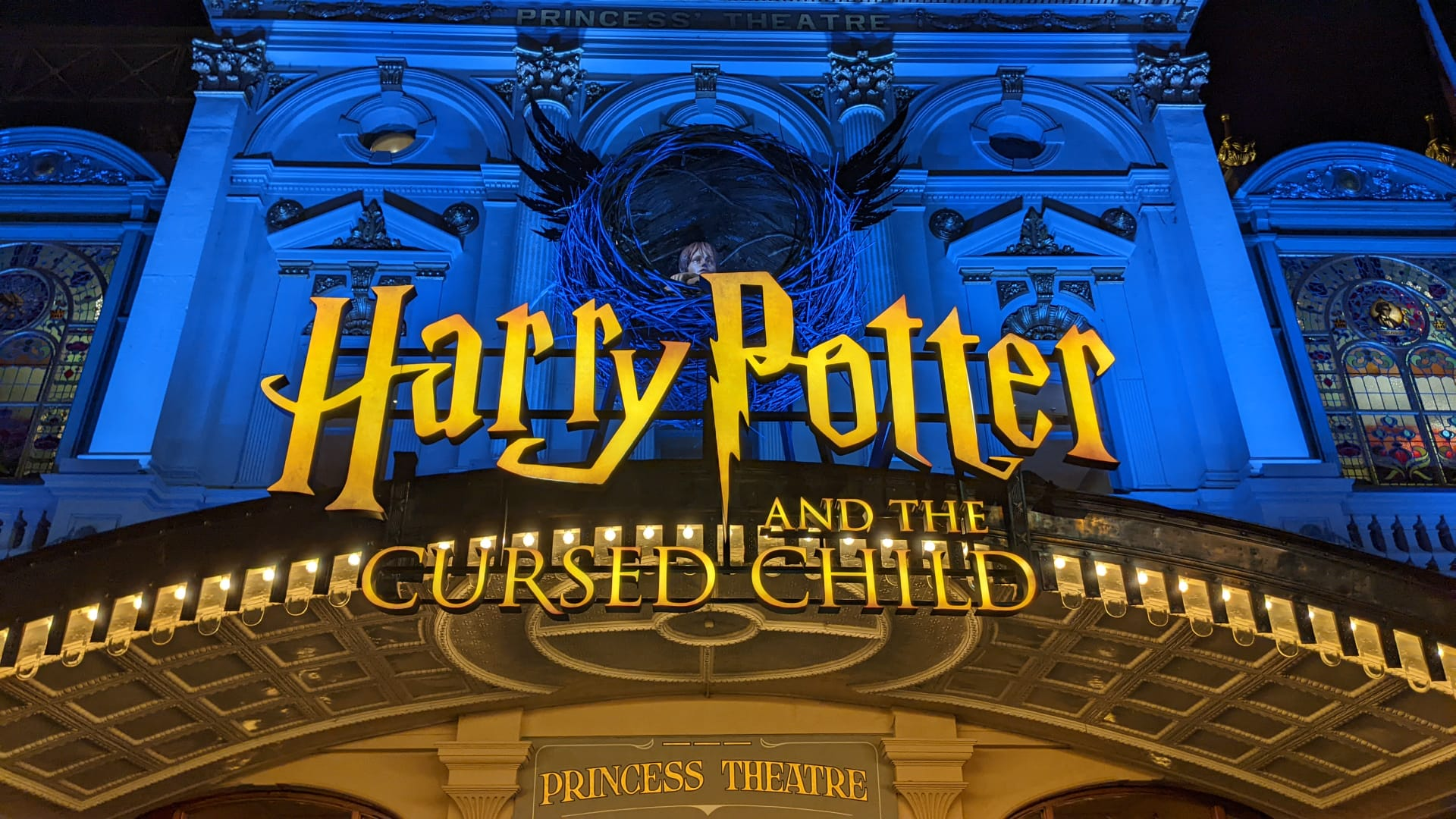
メルボルンのプリンセス・シアター（2022年）

2017年10月24日、マイケル・カッセル・グループが『ハリー・ポッターと呪いの子』のオーストラリア初演をプロデュースすると発表した。試演は2019年1月18日、メルボルンのプリンセス・シアターで始まり、オープニング・ナイトは2月23日であった。伝えられるところによれば、 この公演はプリンセス・シアターで独占的に2年間行なわれる。 先行販売チケットは2018年8月2日に発売され、一般販売チケットが発売されるまえに、4日間で20万枚以上売れた。
9月2日にハリー・ポッター役のギャレス・リーヴス、ハーマイオニー・グレンジャー役のポーラ・アーランデル、ロン・ウィーズリー役のジャイトン・グラントリー、ジニー・ポッター役のルーシー・ゴールビー、アルバス・ポッター役のショーン・リース＝ウェミス、ドラコ・マルフォイ役のトム・レン、スコーピウス・マルフォイ役のウィリアム・マッケンナを含むオーストラリアのオリジナル成人キャスト35人が発表された。
2023年7月9日に最終公演が上演される予定となっている。

### トロント
2019年5月22日、トロントのエド・マービッシュ・シアターでカナダ初演が行なわれると発表された。当初は2020年10月初演予定であった。2023年7月2日に終演予定。

### 東京

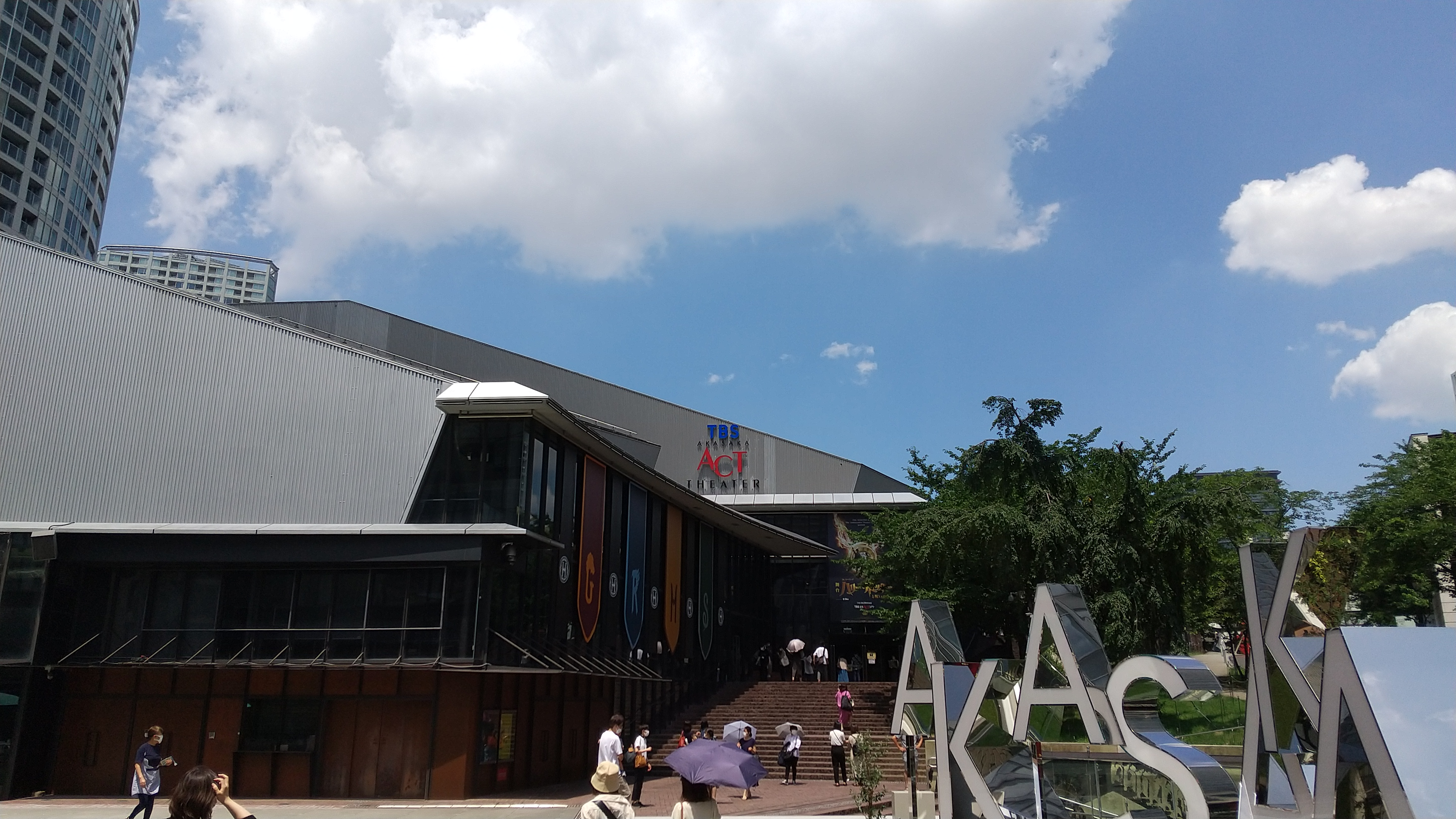
専用劇場化されたTBS赤坂ACTシアター（2022年7月）

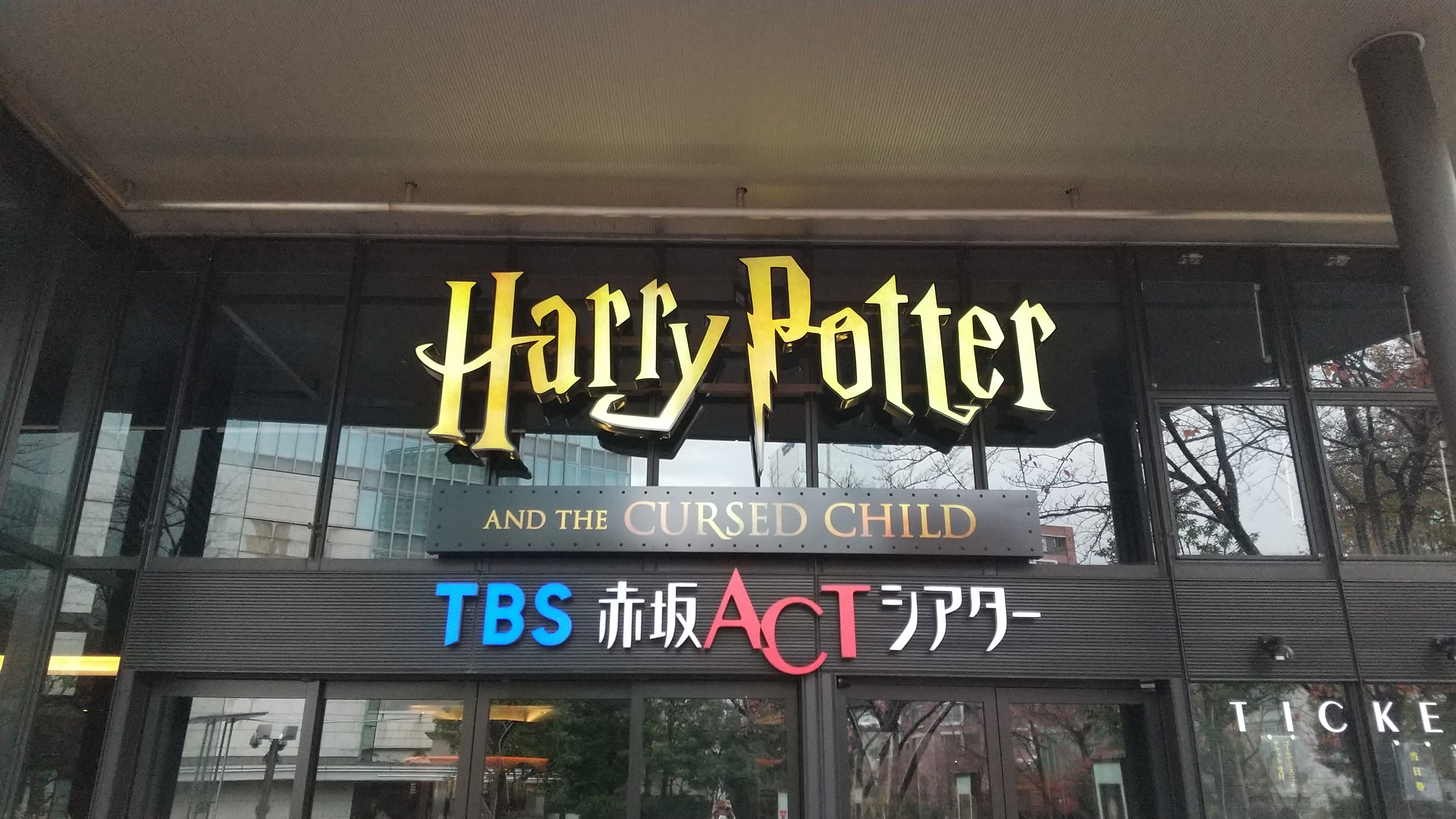
TBS赤坂ACTシアターに掲げられているロゴ（2022年11月）

日本では、2021年に（前身のラジオ東京からの通算で）開局70周年を迎えたTBSテレビが、「TBS開局70周年記念企画」の一環として東京公演をホリプロと共催。TBSテレビが保有するTBS赤坂ACTシアターで、2022年6月のプレビュー公演を経て、2022年7月8日から無期限のロングラン上演が始まった。
キャストについては、海外スタッフが訪日したうえで日本版オリジナルキャストの対面オーディションを2021年春に実施した。その結果、前述したプレビュー公演から、藤原竜也・石丸幹二・向井理がハリー・ポッター役をトリプルキャストで演じていた。藤原は通算で76公演に出演したものの、他のスケジュールなどとの兼ね合いで、2022年9月30日の夜公演をもって出演をいったん終了した。
主催社のTBSテレビでは、東京公演の開催に際して、ホリプロの関連会社（ホリプロコム）に所属するバナナマン（設楽統・日村勇紀）と同局アナウンサーの江藤愛・日比麻音子・宇賀神メグ・田村真子を「TBS応援大使」に任命。2022年1月から、公演と連動した企画を制作番組や他の主催イベントなどで随時展開している。
日本国内に新型コロナウイルス感染症（COVID-19）が流行している状況で開幕したため、2022年内は、以下の事由に起因する上演中止を延べ1ヶ月ほど余儀なくされていた。
- 2022年7月26日には、関係者の罹患が開場後に確認されたことを受けて、当日と翌27日の上演を急遽中止した[63][63][64]。
- 2022年7月31日には、「嘆きのマートル」役で出演している美山加恋の罹患が判明したことを受けて、開場の5分前の上演の中止を発表。この日は「ハリー・ポッターの誕生日」とされているが、8月2日には藤原の罹患も確認されたことから、中止の対象は8月13日昼公演までの15公演に及んだ[65][66]。
- 2022年11月には、（原因は公表されていないが）関係者から体調不良者が出たことを受けて、5日の夜公演を急遽中止。翌6日には昼公演を開催したものの、夜公演から14日までの12公演が休止された[67]。

このような状況にありながら、観客の総数は開幕からおよそ3ヶ月（9月16日の公演）で延べ10万人、2023年1月12日の昼公演で延べ30万人を突破した。また、2022年度には第30回読売演劇大賞で選考委員特別賞、第48回菊田一夫演劇賞で大賞を受賞している。もっとも、昼夜2公演が組まれていた2023年7月8日（土曜日）には、複数の関係者が体調不良を訴えたことを受けて公演自体を急遽中止した。午前11時の時点では一部の出演者を変更したうえで午後12時15分から昼公演を開演することが伝えられていたが、結局は開演の6分前に、夜公演と合わせて中止する旨を正式に発表。さらに、該当者の体調が8日中に回復しなかったため、9日（日曜日）と10日（月曜日）に1回ずつ予定されていた公演も中止に至った。
公演期間中におけるキャストの変遷については後述。ハリー・ポッター役については、藤原が2023年6月から9月30日まで再演していたほか、向井が2023年5月まで、石丸が同年7月まで演じていた。2023年6月以降は藤木直人と大貫勇輔を順次起用しているほか、2024年には、上野聖太（砂岡事務所所属の舞台俳優）が4・5月の公演でハリー・ポッター役を演じている。その一方で、東京公演の開幕当初から中別府葵とのダブルキャストでハーマイオニー役を務めていた早霧せいな（宝塚歌劇団の雪組で「トップスター」の座にあった女優）は、2023年5月分の最終公演（31日）への出演をもって芸能活動から引退した。
ちなみに、「TBS応援大使」は上記の企画へ参加するたびに、マフラーと黒いローブを衣装の上に着用。赤坂サカスの敷地内（TBS放送センターやTBS赤坂ACTシアターに近接する広場）には、「ハリー・ポッターツリー」（東京公演とのコラボレーションによるイルミネーションを高さ11メートルの樅へ施したクリスマスツリー）が、公演の初年度（2022年度）から冬季（11月下旬 - 翌年の2月下旬）限定で設置されている。さらに、「ハリー・ポッターツリー」の点灯式（2022年から毎年11月下旬の夕方に開催されている公開イベント）では、TBSテレビの『Nスタ』（日比が一部の曜日でニュースプレゼンター→メインキャスターを務める夕方の報道・情報番組）が一部のネット局向けに生中継を実施。その関係で、「TBS応援大使」でもある日比に加えて、開催時点での東京公演から一部のキャストが点灯式と生中継に登場している。
2024年8月、総観客数は100万人を突破。また2024年10月18日、東京公演の2025年3月以降の公演再延長（2025年6月26日まで）と、来年以降の公演の新キャストに、ハーマイオニー役として酒井美紀の出演が発表された。
2025年2月、2025年10月までの公演延長、及びハリー・ポッター役として新たに稲垣吾郎が出演することが発表された。

### 北米ツアー
2024年9月からは北アメリカ大陸におけるツアーを予定しており、まずはアメリカ合衆国イリノイ州シカゴにあるネダーランダー・シアターにて2024年9月10日から2025年2月1日までの21週間、公演が行われることが発表されている。

## キャスト
| 役名                               | ウェスト・エンド (2016 - 2017)                                                                                      | ブロードウェイ (2018)                     | メルボルン                                                                        | サンフランシスコ                                    | 東京 (2022)              |
| ---------------------------------- | --- | ----------------------------------------- | --------------------------------------------------------------------------------- | --------------------------------------------------- | ------------------------ |
| ハリー・ポッター                   | ジェイミー・パーカー                                                                                                | ジェイミー・パーカー                      | ギャレス・リーヴス                                                                | ジョン・スケリー                                    | 藤原竜也 石丸幹二 向井理 |
| ロン・ウィーズリー                 | ポール・ソーンリー                                                                                                  | ポール・ソーンリー                        | ジャイトン・グラントリー                                                          | デヴィッド・アベレス                                | エハラマサヒロ 竪山隼太  |
| ハーマイオニー・グレンジャー       | ノーマ・ドゥメズウェニ                                                                                              | ノーマ・ドゥメズウェニ                    | ポーラ・アーランデル                                                              | ヤンナ・マッキントッシュ                            | 中別府葵 早霧せいな      |
| ジニー・ポッター                   | ポピー・ミラー | ポピー・ミラー                            | ルーシー・ゴールビー                                                              | アンジェラ・リード                                  | 馬渕英里何 白羽ゆり      |
| ドラコ・マルフォイ                 | アレックス・プライス                                                                                                | アレックス・プライス                      | トム・レン                                                                        | ルーカス・ホール                                    | 松田慎也 宮尾俊太郎      |
| アルバス・セブルス・ポッター       | サム・クレメット | サム・クレメット                          | ショーン・リース＝ウェミス                                                        | ベンジャミン・パパック                              | 藤田悠 福山康平          |
| スコーピウス・マルフォイ           | アンソニー・ボイル                                                                                                  | アンソニー・ボイル                        | ウィリアム・マッケンナ                                                            | ジョン・スタイガー                                  | 門田宗大 斉藤莉生        |
| ローズ・グレンジャー＝ウィーズリー | シェレル・スキート                                                                                                  | スーザン・ヘイワード                      | マナリ・ダタール                                                                  | フォラミ・ウィリアムズ                              | 橋本菜摘                 |
| 若いハーマイオニー                 | シェレル・スキート                                                                                                  | スーザン・ヘイワード                      | マナリ・ダタール                                                                  | フォラミ・ウィリアムズ                              | 橋本菜摘                 |
| デルフィーニ・ディゴリー           | エスター・スミス | ジェシー・フィッシャー                    | マデリン・ジョーンズ                                                              | エミリー・ジュリエット・マーフィ                    | 宝意紗友莉 岩田華怜      |
| クレイグ・バウカーJr.              | ジェレミー・アン・ジョーンズ                                                                                        | ジョシュア・デジェサス                    | スローネ・スディロ                                                                | アーヴィング・ダイソン・ジュニア                    | 岡部雄馬                 |
| 嘆きのマートル                     | アナベル・ボールドウィン                                                                                            | ローレン・ニコール・シポレッティ          | ジリアン・コスグリフ                                                              | ブリタニー・ゼインストラ                            | 美山加恋                 |
| リリー・ポッター・シニア           | アナベル・ボールドウィン                                                                                            | ローレン・ニコール・シポレッティ          | ジリアン・コスグリフ                                                              | ブリタニー・ゼインストラ                            | 美山加恋                 |
| ポリー・チャップマン               | クローディア・グラント                                                                                              | マデリン・ワインスタイン                  | ジェシカ・ヴィッカース                                                            | ローレン・ザクリン                                  | 美山加恋                 |
| バーノン・ダーズリー               | ポール・ベントール                                                                                                  | バイロン・ジェニングス                    | デヴィッド・ロス・パターソン                                                      | アンドリュー・ロング                                |                          |
| セブルス・スネイプ                 | ポール・ベントール                                                                                                  | バイロン・ジェニングス                    | デヴィッド・ロス・パターソン                                                      | アンドリュー・ロング                                | 福井貴一                 |
| ヴォルデモート卿                   | ポール・ベントール                                                                                                  | バイロン・ジェニングス                    | デヴィッド・ロス・パターソン                                                      | アンドリュー・ロング                                | 篠原正志                 |
| ルビウス・ハグリッド               | クリス・ジャーマン                                                                                                  | ブライアン・エイブラハム                  | ソーレン・ジェンセン                                                              | ジュリアン・ロッセル・ジュニア                      |                          |
| 組分け帽子                         | クリス・ジャーマン                                                                                                  | ブライアン・エイブラハム                  | ソーレン・ジェンセン                                                              | ジュリアン・ロッセル・ジュニア                      | 木場允視                 |
| ヤン・フレドリックス               | ジェネット・ル・ラシェール                                                                                          | ジェス・バルバガロ                        | コナー・スウィーニー                                                              | コーリー・ヘディ                                    | 渡邉聖斗                 |
| ペチュニア・ダーズリー             | ヘレナ・リンベリー                                                                                                  | キャスリン・メイスル                      | ハンナ・ウォーターマン                                                            | キャサリン・リースク                                |                          |
| ドローレス・アンブリッジ           | ヘレナ・リンベリー                                                                                                  | キャスリン・メイスル                      | ハンナ・ウォーターマン                                                            | キャサリン・リースク                                | 榊原郁恵 高橋ひとみ      |
| マダム・フーチ                     | ヘレナ・リンベリー                                                                                                  | キャスリン・メイスル                      | ハンナ・ウォーターマン                                                            | セオ・アリン                                        | 前東美菜子               |
| エイモス・ディゴリー               | バリー・マッカーシー                                                                                                | エドワード・ジェームズ・ハイランド        | ジョージ・ヘナーレ                                                                | チャールズ・ヤナシュ                                | 福井貴一                 |
| アルバス・ダンブルドア             | バリー・マッカーシー                                                                                                | エドワード・ジェームズ・ハイランド        | ジョージ・ヘナーレ                                                                | チャールズ・ヤナシュ                                | 福井貴一                 |
| 車内販売魔女                       | サンディ・マクデイド                                                                                                | ジェラルディン・ヒューズ                  | デブラ・ローランス                                                                | キャサリン・リースク                                | 薬丸夏子                 |
| ミネルバ・マクゴナガル             | サンディ・マクデイド                                                                                                | ジェラルディン・ヒューズ                  | デブラ・ローランス                                                                | シャノン・コクラン                                  | 榊原郁恵 高橋ひとみ      |
| セドリック・ディゴリー             | トム・ミリガン | ベンジャミン・ホイールライト              | デヴィッド・サイムス                                                              | ウィリアム・ベドナー＝カーター                      | 千葉一磨                 |
| ジェームズ・シリウス・ポッター     | トム・ミリガン | ベンジャミン・ホイールライト              | デヴィッド・サイムス                                                              | ウィリアム・ベドナー＝カーター                      | 千葉一磨                 |
| ジェームズ・ポッター・シニア       | トム・ミリガン | ベンジャミン・ホイールライト              | デヴィッド・サイムス                                                              | ウィリアム・ベドナー＝カーター                      | 千葉一磨                 |
| ダドリー・ダーズリー               | ジャック・ノース | ジョーイ・ラブラスカ                      | ハミッシュ・ジョンストン                                                          | タック・スウィーニー                                |                          |
| カール・ジェンキンズ               | ジャック・ノース | ジョーイ・ラブラスカ                      | ハミッシュ・ジョンストン                                                          | タック・スウィーニー                                | 小松季輝                 |
| ビクトール・クラム                 | ジャック・ノース | ジョーイ・ラブラスカ                      | コナー・スウィーニー                                                              | タック・スウィーニー                                | 小松季輝                 |
| ベイン                             | ヌーノ・シルヴァ | デヴィッド・セントルイス                  | イオプ・アウヴァア                                                                | ローガン・ジェームズ・ホール                        | 木場允視                 |
| 若いハリー                         | ルディ・グッドマン アルフレッド・ジョーンズ ビリ・キオ ユアン・ラザフォード ナサニエル・スミス ディラン・スタンデン | ウィル・クームス ランドン・マース         | アルフィー・ヒューズ エズラ・ジャスティン アーチー・ピッチャー ザカリア・ラーハリ | イライジャ・クーパー タイラー・パトリック・ヘネシー | 渡邉聖斗                 |
| リリー・ルーナ・ポッター           | ゾーイ・ブラフ クリスティーナ・フレイ クリスティアナ・ハッチングス                                                  | オリヴィア・ボンド ブルックリン・シャック | サーシャ・トリヌイ ルビー・ホール シエナ・コンティ                                | ナタリア・ビンガム ナタリー・シュローダー           |                          |

### ウェスト・エンド2年目入れ替え
- ハリー・ポッター - ジェイミー・グローヴァー（英語版）
- ロン・ウィーズリー - トーマス・オルドリッジ（英語版）
- ハーマイオニー・グレンジャー - ラキエ・アヨラ（英語版）
- ジニー・ポッター - エマ・ロウンズ（英語版）

### ブロードウェイ入れ替え
- ハリー・ポッター - ジェームズ・スナイダー（英語版）
- ハーマイオニー・グレンジャー - ジェニー・ジュールズ（英語版）

### 日本版キャスト
プレビュー公演期間中は、出演者の安全を確保するため、全役シングル・キャストで上演された。
| 役名                                                                               | 2022年6月 - (1stシーズン)                                                                                     | 2023年6月 - (2ndシーズン) | 2024年7月- (3rd シーズン)               | 2025年7月- (4th シーズン)                  |
| ---------------------------------------------------------------------------------- | --- | --- | --------------------------------------- | ------------------------------------------ |
| ハリー・ポッター                                                                   | 藤原竜也（2022年6月16日 - 2022年9月30日） 石丸幹二（2022年8月17日～） 向井理（2022年8月18日 - 2023年5月31日） | 藤原竜也（2023年6月8日 - 2023年9月30日） 石丸幹二（ - 2023年7月18日） 藤木直人（2023年7月29日 - ） 大貫勇輔（2023年8月26日 - ） 上野聖太 | 吉沢悠 平方元基                         | 稲垣吾郎 平岡祐太 大貫勇輔                 |
| ハーマイオニー・グレンジャー                                                       | 中別府葵（2022年8月18日 - ） 早霧せいな（2022年6月16日 - 2023年5月31日）                                      | 中別府葵 笹本玲奈（2023年8月4日 - ） 前東美菜子                                                                                          | 木村花代 豊田エリー 酒井美紀            | 酒井美紀 松井玲奈 奥村佳恵                 |
| ロン・ウィーズリー                                                                 | エハラマサヒロ（2022年10月19日 - ） 竪山隼太（2022年6月16日 - ） 川辺邦弘                                     | エハラマサヒロ 竪山隼太（ - 2023年6月30日まで） 迫田孝也（2023年8月26日 - 2024年6月23日） 石垣佑磨（2023年8月4日 - ） 川辺邦弘           | 石垣佑磨 ひょっこりはん 矢崎広          | ひょっこりはん 上山竜治 関町知弘（ライス） |
| ドラコ・マルフォイ                                                                 | 松田慎也（2022年8月14日 - ） 宮尾俊太郎（2022年6月16日 - ）                                                   | 松田慎也 宮尾俊太郎（ - 2023年7月31日） 内田朝陽（2023年8月4日 - ） 川辺邦弘（ - 2024年5月19日）                                         | 内田朝陽 永井大 姜暢雄                  | 内田朝陽 姜暢雄 渡辺 邦斗                  |
| ジニー・ポッター                                                                   | 馬渕英里何（2022年6月16日 - ） 白羽ゆり（2022年8月13日 - ） 前東美菜子                                        | 馬渕英里何 白羽ゆり 大和田美帆（2023年8月26日 - ）                                                                                       | 白羽ゆり 大沢あかね                     | 白羽ゆり 安藤 聖 吉井 怜                   |
| アルバス・セブルス・ポッター                                                       | 藤田悠（2022年8月15日 - 2024年6月23日） 福山康平（2022年6月16日 - 2024年6月22日） 小松季輝                    | 藤田悠（2022年8月15日 - 2024年6月23日） 福山康平（2022年6月16日 - 2024年6月22日） 小松季輝                                               | 佐藤知恩 渡邉蒼 福山康平                | 佐藤知恩 原嶋 元久                         |
| スコーピウス・マルフォイ                                                           | 門田宗大（2022年8月17日 - ） 斉藤莉生（2022年6月16日 - 2022年12月） 渡邉聖斗（2023年1月から）                 | 門田宗大 渡邉聖斗（ - 2023年7月29日） 西野遼（2023年8月4日 - ） 佐藤雄大                                                                 | 西野遼 浅見和哉 久保和支                | 浅見和哉 久保和支 大久保 樹                |
| 嘆きのマートル ポリー・チャップマン リリー・ポッター・シニア                       | 美山加恋 佐竹桃華 大内慶子                                                                                    | 佐竹桃華 大内慶子 倉澤雅美 | 出口稚子 倉澤雅美                       | 出口稚子                                   |
| ローズ・グレンジャー＝ウィーズリー 子供のハーマイオニー                            | 橋本菜摘 佐竹桃華                                                                                             | 橋本菜摘 大内慶子 倉澤雅美 | 飛香まい 倉澤雅美                       | 倉澤雅美                                   |
| デルフィーニ・ディゴリー                                                           | 宝意紗友莉（2022年8月18日 - ） 岩田華怜（2022年6月16日 - ） 美山加恋                                          | 宝意紗友莉 美山加恋（ - 2023年7月31日） 鈴木結里（2023年8月4日 - ）                                                                      | 鈴木結里 乃村美絵 高山璃子              | 乃村美絵 高山璃子 野邑 光希                |
| 組分け帽子 ベイン                                                                  | 木場允視 手打隆盛                                                                                             | 木場允視 手打隆盛 安楽信顕 | 尾尻征大 手打隆盛                       |                                            |
| エイモス・ディゴリー アルバス・ダンブルドア セブルス・スネイプ                     | 福井貴一 篠原正志                                                                                             | 間宮啓行 篠原正志 | 間宮啓行 篠原正志                       | 市村 正親 間宮啓行                         |
| ミネルバ・マクゴナガル ドローレス・アンブリッジ                                    | 榊原郁恵（2022年6月16日 - ） 高橋ひとみ（2022年8月13日 - ） 薬丸夏子                                          | 榊原郁恵（ - 2023年6月30日） 高橋ひとみ 香寿たつき（2023年8月4日 - ） 薬丸夏子                                                           | 髙橋ひとみ 榊原郁恵                     | 岡 まゆみ 白木 美貴子                      |
| ジェームズ・ポッター・シニア セドリック・ディゴリー ジェームズ・シリウス・ポッター | 千葉一磨 田口遼                                                                                               | 千葉一磨 田口遼 髙橋英希 | 松尾樹 髙橋英希                         |                                            |
| 駅長 マグル                                                                        | 川辺 邦弘 | 川辺 邦弘 安楽信顕 大竹尚 尾尻征大 | 安楽信顕 大竹尚                         |                                            |
| カール・ジェンキンズ ビクトール・クラム                                            | 小松季輝 鈴木翔吾                                                                                             | 小松季輝 鈴木翔吾 髙橋英希 | 髙橋英希                                |                                            |
| マダム・フーチ                                                                     | 前東美菜子 織詠 扇けい                                                                                        | 前東美菜子 織詠 扇けい 小川希 | 小川希 扇けい                           |                                            |
| クレイグ・バウカーJr.                                                              | 岡部雄馬 鈴木翔吾 佐藤雄大                                                                                    | 鈴木翔吾 佐藤雄大 岡直樹 秋山和慶 | 岡直樹 秋山和慶                         |                                            |
| ヴォルデモート卿 ポンダー・ウィザード                                              | 篠原正志 安楽信顕                                                                                             | 篠原正志 安楽顕 尾尻征大 | 篠原正志 安楽信顕                       |                                            |
| Vワールドゼネラル                                                                  | 手打隆盛 | 手打隆盛 伊藤優佑 安楽信顕 大竹尚 | 手打隆盛 伊藤優佑 安楽信顕 大竹尚       |                                            |
| マゾーニ                                                                           | 上野聖太 | 上野聖太 安楽信顕 尾尻征大 大竹尚 | 上野聖太 大竹尚                         |                                            |
| ヤン・フレドリックス                                                               | 渡邉聖斗（ - 2022年12月） 佐藤雄大（ - 2022年12月、2023年1月 - ） 田口遼                                      | 佐藤雄大 田口遼 秋山和慶 岡直樹 | 秋山和慶 岡直樹                         |                                            |
| 車内販売魔女                                                                       | 薬丸夏子 扇けい                                                                                               | 薬丸夏子 扇けい 織詠 小川希 | 薬丸夏子 扇けい 小川希                  |                                            |
| ディメンター                                                                       | みさほ 田中彩乃 横山千穂                                                                                      | 安藤美桜 半澤友美 横山千穂 | 馬屋原涼子 安藤美桜 荒澤恵里奈 半澤友美 |                                            |
| ルード・バグマンの声                                                               | 吉田鋼太郎 | 吉田鋼太郎 |                                         |                                            |

脚注
1. 1 2 3 4 5 6 7 8 9 10 11 12 13 14 15 16 17 18 19 20 21 22 23 24 25 26 27 28 29 30 31 32  CoverCastとして出演。

## 背景
『ハリー・ポッター』シリーズをもとにした舞台劇が製作されることが2013年12月に発表され、2016年に上演されることもあわせて発表された。このときローリングは、これまで明かされてこなかった幼少期のハリーの孤児としての孤独を描いた舞台になるだろうとコメントしている。2014年5月に彼女はこの企画のための製作チームの設立を開始した。
2015年6月26日には、タイトルが "Harry Potter and the Cursed Child" になることが発表され、2016年夏ごろにロンドンのパレス・シアターでワールド・プレミアを開催することも併せて発表された。これらの発表は1997年6月26日に発売されたシリーズの第1作『ハリー・ポッターと賢者の石』の発売18周年を記念して行なわれたものである。
新たに小説を執筆するのではなく舞台を製作することを選んだことについてローリングは、この物語は舞台が最適であると観客にも理解してもらえると確信している旨を語り、この舞台は序章ではないとして、まったく新しいストーリー展開となっており、これまでの物語のリメイクではないということも観客に理解してもらえると確信している旨を語った。2015年9月24日には、舞台が二部構成であることが発表され、第1部と第2部は同日に上演されるか、あるいは2日間に分けて夜に上演されるかのいずれかであることもあわせて発表された。
10月23日には、シリーズの最終作『ハリー・ポッターと死の秘宝』の19年後を描いたものになると発表され、2016年7月にパレス・シアターで上演されることも併せて発表された。内容としては、魔法省・魔法法執行部部長となったハリーが結婚して3人の子を儲け、末の息子アルバス・セブルス・ポッターと冒険に出るというもので、本作がシリーズ通算第8作となることもあわせて発表された。7月22日の時点では、6月7日からプレビューに参加していた人々からも、プロットが漏洩（ろうえい）することはほとんどなかった。

## 書籍版
英語版の書籍が "Harry Potter and the Cursed Child Parts I & II" として発売された。
初版は「特別リハーサル版」としてプレビューでの内容が書かれており、ハリー・ポッターとJ・K・ローリングの誕生日である2016年7月31日に発売された。この初版の発売後も内容の改訂がなされ、2017年7月25日に最終的な脚本が「愛蔵版」として出版された。、アメリカのメディアであるCNNによれば、この本は2016年で最も予約された書籍であると言う。
書籍化のニュースが報じられた2月10日には、イギリスのAmazonに予約が殺到し、たちまちベストセラーランキングの1位になり、日本のAmazonでも2月13日時点で洋書カテゴリーの第1位となった。また、アメリカとカナダでは発売初日の2日間だけで200万部以上も売れた他、イギリスでは発売初週で84万7885部の売上を記録した。

## 映画化
アメリカのワーナー・ブラザースが本作の映画化を画策していると2016年8月27日にNYデイリーニュースによって報じられた。3部作の予定で早ければ2020年の公開を目指しているというが、これまでの映画作品でハリー・ポッターを演じてきたダニエル・ラドクリフは当分は同役に復帰する意志がないことを明かしており、『ウーマン・イン・ブラック 亡霊の館』や『グランド・イリュージョン 見破られたトリック』といった作品への出演もしているため、ラドクリフと出演契約を結ぶことは難しく、ワーナーは説得するのに苦戦を強いられそうな状況となっている。
映画化についてさまざまな噂が飛び交っていたが、原作者であるローリングが2017年1月20日に自身の公式Twitterにて、本作の映画製作の噂を否定した。